# Numerius Proiectus
Numerius Proiectus war ein spätantiker römischer Senator und Beamter, der 393/394 als praefectus annonae bezeugt ist. Dieser Beamte verwaltete die Getreideversorgung der Stadt Rom. Numerius Proiectus ist auf einer Inschrift aus Ostia bezeugt, die davon berichtet, dass er eine cella Herculis (etwa: „Raum des Herkules“) renovierte. Die Bedeutung der Inschrift ist umstritten.
Die Inschrift lautet in traditioneller Übersetzung:
- „Für unsere Herren Theodosius, Arcadius und Eugenius, den frommen und erfolgsverwöhnten, Siegern im ganzen Erdkreis, immer Augusti, hat Numerius Proiectus, Angehöriger des Senatorenstandes, Leiter der Lebensmittelversorgung, das Heiligtum des Herkules erneuert.“[2]

Der Bezug auf die drei Augusti Theodosius, Arcadius und Eugenius bezeugt, dass die Inschrift aus den Jahren 393/394 stammt, als Eugenius im Westen als legitimer Mitkaiser des Ostkaisers Theodosius I. betrachtet wurde. Die Inschrift wurde lange so interpretiert, dass sie auf eine Wiederherstellung der „heidnischen“ (d. h. den traditionellen römischen Kulten zugehörigen) Tempel unter Eugenius hindeutet. Dazu würde auch passen, dass Numerius Proiectus als praefectus annonae dem unter Eugenius als Stadtpräfekten eingesetzten Nicomachus Flavianus untergeordnet war. Dieser war als Sohn des Virius Nicomachus Flavianus ein prominenter Angehöriger der heidnischen Fraktion innerhalb der senatorischen Oberschicht der Stadt Rom. Neuere Untersuchungen weisen jedoch darauf hin, dass es keine gesicherte archäologische Evidenz für einen Tempel des Herkules in Ostia gibt – das traditionell als Herkulestempel identifizierte Heiligtum könnte auch dem Vulcanus geweiht gewesen sein. Außerdem müsse sich das Wort cella nicht notwendig auf einen Tempel beziehen, sondern könne auch einen etwa durch Wandbilder mit Herkules identifizierten Raum in einem der vielen Bäder in Ostia meinen.
Numerius könnte mit dem Proiectus identisch sein, der im Jahr 380 als Freund des Quintus Aurelius Symmachus bezeugt ist. Symmachus gehörte wie die Nicomachi Flaviani zu den prominenten heidnischen Senatoren in Rom.